# 三遊亭遊三 (初代)
初代 三遊亭 遊三（さんゆうてい ゆうざ、1839年（天保10年） - 1914年（大正3年）7月8日）は主に明治期に活躍した落語家。本名：小島 長重。

## 経歴
元々徳川家に仕えた御家人の生まれで、正しくは小島弥三兵衛長重と言う。小石川小日向屋敷に住み、初代三遊亭圓遊（本名：竹内金太郎）とは手習い仲間であった、その頃の御家人の例に漏れず、武士の階級でありながら芸人仲間に加わり好きな芸事に耽溺していた。幕末頃病昂じて2代目五明楼玉輔門人となり玉秀と名乗って寄席に出るようになる。周囲の猛反対や組頭の叱責も意に介さず雀家翫之助と改名して寄席に出演を続けていた。
1868年（慶応4年）の上野戦争には彰義隊の一員として参加した。倒幕後の維新後は司法省に入り裁判官の書記を経て判事補となるなど完全に寄席から離れる。だが、函館に勤務中、関係を持った被告の女性に有利な判決をするという不祥事を引き起こし官を辞す。それがきっかけで居られなくなり女性をつれて東京へ戻る。
帰京後、口入屋などをしていたが、旧友初代三遊亭圓遊を頼って寄席に復帰。6代目司馬龍生門で登龍亭鱗好となるが師が女性問題で駆落ちしてしまい、止む無く三遊亭圓朝の進めで圓遊門人となり初代三遊亭遊三となる。「三遊亭遊三」は回文形式の洒落た名前で、他の落語家には三笑亭笑三、笑福亭福笑、蝶花楼花蝶、歌舞伎では助高屋高助がこれにあたる。
御家人生まれだけに『素人汁粉』など武士の演出が優れていたという。十八番は『よかちょろ』で「よかちょろの遊三」とまで呼ばれた。『よかちょろ』は遊三が『山崎屋』の前半を切り出し、そこに当時流行していた歌謡「よかちょろ節」を加えて創作した演目である。他に『転宅』『厩火事』『お見立て』『権助提灯』などの滑稽噺を得意とした。5代目古今亭志ん生が若い頃、遊三の『火焔太鼓』を聞いて、後に自身の十八番とした逸話は有名である。
晩年に義理の甥（妻の甥）にあたる2代目三遊亭遊三に譲り隠居、門人には夭折した初代三遊亭三福、小遊三（後の6代目橘家圓太郎）、三玉（6代目圓太郎の実弟）、昭和期に活躍した3代目三遊亭圓遊などがいる。なお、俳優十朱久雄は孫、女優の十朱幸代は曾孫である（久雄の母が遊三の養女という関係のため、直接血はつながっていない）。墓所は文京区関口二丁目の大泉寺。